# 안의공주
안의공주(安懿公主, 생몰년 미상)는 고려 시대의 인물로, 조선의 왕족이다. 추존왕 익조와 정숙왕후 최씨의 딸이다.

## 생애
생년은 명확하지 않으며, 조선의 추존왕인 익조와 정숙왕후 최씨의 유일한 딸이다. 성은 이(李), 본관은 전주(全州)이다. 도조와는 친남매 간이다.
1392년(태조 원년) 조선 왕조가 건국되고 태조가 자신의 4대조를 추존하면서, 공주의 아버지이자 태조에게는 증조부가 되는 이행리에게는 익왕의 시호를, 그 부인 최씨에게는 정비의 시호를 올렸다. 이후 1411년(태종 11년) 익왕은 익조의 묘호를 받고, 정비 최씨는 정숙왕후의 시호를 받았다.
이에 따라 왕의 적녀가 된 그녀에게는 고종 연간인 1901년(고종 38년, 광무 5년) 4월 15일 안의(安懿)의 작호가 올려지고 공주에 추봉되어 안의공주(安懿公主)가 되었으며, 《선원보략》에도 정식으로 등재되었다. 공주의 자세한 생애나 생몰년, 매장지 등에 대해서는 남아있는 기록이 없어 자세히 알 수 없다.

## 가족 관계
안의공주는 첨의부사를 지낸 주인환의 아들 주단에게 하가하였다. 주인환은 원래 호남 지역에서 살다가 목조를 따라 북방으로 들어간 인물로, 훗날 좌군도통제가 추증되었다. 이들에 대한 기록은 세계보책 등 옛 사적에는 제대로 기록이 되어 있었으나, 무슨 일인지 《선원보략》에는 빠져있었다. 이러한 사실을 1901년 4월 14일 완순군이 발견하여 고종에게 상소하였고, 고종의 명에 따라 정식으로 등재되었다. 한편 주단의 후손들은 계속해서 함경도 영흥(지금의 함경남도 금야군) 지역에 살았다. 이후의 후손들은 줄곧 함경도에서 살다가 민주주의를 지지하며 6.25 발발 전 남하하여 서울에 정착하였다. 30대손 주증권을 주축으로 몇촌에 걸친 주씨후손들과 몇몇 사돈 친척들이 한번에 이주했으므로 주단의 후손들은 대부분 남한에 거주한다고 보는 것이 옳다. 주증권은 6.25 전쟁 때 남한군에 입대하였고 사후에 훈장을 수여받았다.
 친정 
- 아버지 : 추존 익조(翼祖, 생몰년 미상)
- 어머니 : 정숙왕후(貞淑王后, 생몰년 미상)
  - 남매 : 함원대군(咸原大君, 생몰년 미상)
  - 남매 : 추존 도조(度祖, ? ~ 1342)
  - 남매 : 함천대군(咸川大君, 생몰년 미상)
  - 남매 : 함릉대군(咸陵大君, 생몰년 미상)
  - 남매 : 함양대군(咸陽大君, 생몰년 미상)
  - 남매 : 함성대군(咸城大君, 생몰년 미상)

 시가 
- 시아버지 : 주인환(朱印還, 생몰년 미상)
  - 남편 : 주단(朱端, 생몰년 미상)
    - 아들 : 주후(朱垕)[6]